# 常花
常花（じょうか）とは、仏具の一種で、蓮の花をかたどった造花である。
通常、左右一対で使用される。色については一般的に金色に作られるが、宗派によっては赤・青などの色付きのものもある。常花とは「枯れない花」「永遠に咲き続ける花」を意味する。
祭壇には前机の上に5具足や3具足として奉られる。5具足の場合は左右1対、3具足の場合は左側半対を置くのが通常である。
仕様は金箔仕上げ、彩色仕上げ、さらに最近では最高級品として金箔の上に彩色を施す箔彩色仕上げがある。
製造過程は木地師から塗師に渡り、仕様によって彩色師、金箔師に引き継がれる。
個人が所有する仏壇から寺院で奉られる大型の物まで大きさは奉る華瓶のサイズで決まる。